# Nötamarant
Nötamarant (Amaranthus standleyanus) är en amarantväxtart som beskrevs av Parodi och Guillermo Covas. Nötamarant ingår i släktet amaranter, och familjen amarantväxter. Arten förekommer tillfälligt i Sverige, men reproducerar sig inte.